# ماني بيريز
ماني بيريز هو ممثل دومينيكاني، ولد في 5 مايو 1969 بسانتياغو دي لوس كاباليروس في جمهورية الدومينيكان.

## أعمال

### أفلام
- (1996) الشجاعة تحت النار[4]
- (1996) رصاصة
- (2008) العزة والمجد[5]

## وصلات خارجية
- ماني بيريز على موقع IMDb (الإنجليزية)
- ماني بيريز على موقع قاعدة بيانات الفيلم (الإنجليزية)